# 摧郷通範
もしかして
- 墔郷通範

ではありませんか？